# Sigy
Sigy település Franciaországban, Seine-et-Marne megyében. Lakosainak száma 70 fő (2022. január 1.). Sigy Donnemarie-Dontilly, Luisetaines, Mons-en-Montois, Paroy, Thénisy és Vimpelles községekkel határos.

## Népesség
A település népessége az elmúlt években az alábbi módon változott:
| Lakosok száma | 52   | 53   | 57   | 61   | 65   | 66   | 67   | 70   |
|               | 2013 | 2015 | 2017 | 2018 | 2019 | 2020 | 2021 | 2022 |